# Josef Hastreiter
Josef Hastreiter (* 6. März 1910 in Konzell; † 5. Dezember 1978 in Dingolfing) war ein deutscher Verwaltungsjurist und Kommunalpolitiker (SPD).

## Werdegang
Hastreiter kam als Sohn des Gendarmerie-Kommissars Josef Hastreiter und dessen Ehefrau Therese, geb. Huber, in Konzell im damaligen Landkreis Bogen zur Welt. Er besuchte die Volksschule in Dingolfing und Deggendorf und anschließend die Oberrealschule in Landshut.
Von 1931 bis 1934 studierte er Rechts- und Staatswissenschaften an den Universitäten München, Heidelberg, Berlin und Erlangen. 1936 promovierte Hastreiter an der Universität Erlangen mit einer Arbeit aus dem internationalen Strafrecht: Die Merkmale der verschärften Tötungsdelikte: eine kritische Betrachtung des geltenden deutschen Strafrechts unter vergleichender Heranziehung ausländischen Strafrechts. Das Referendariat leistete er an Ämtern und Gerichten in Deggendorf, Rostock und München ab. Nach der Großen Staatsprüfung ließ er sich als juristischer Staatsbeamter an das Landratsamt Dingolfing versetzen und zog im September 1939 von München nach Dingolfing.
Bereits drei Monate später wurde er nach Landshut zur Wehrmacht eingezogen. Nach vier Jahren Kriegsdienst, zuletzt als Kompanieführer einer Gebirgsjägereinheit, und vier weiteren Jahren in Kriegsgefangenschaft, kam er als Regierungsrat zum Landratsamt Wolfstein.
1940 heiratete er Johanna Döring in Landshut. Im gleichen Jahr wurde der einzige Sohn Helmut geboren, ebenfalls in Landshut.
Bei den Kommunalwahlen am 27. März 1952 wurde er der erste direktgewählte Landrat des niederbayerischen Landkreises Dingolfing. Er blieb bis zur Auflösung des Landkreises am 30. Juni 1972 im Zuge der Kreisgebietsreform im Amt und war somit auch der letzte Landrat des Landkreises Dingolfing.
Bei der Wahl zum Landrat des neu gebildeten Landkreises Dingolfing-Landau unterlag er am 11. Juni 1972 knapp mit 49,8 Prozent der Stimmen gegen den CSU-Bewerber Fritz Ettengruber. Am 5. Dezember 1978 verstarb Hastreiter im Kreiskrankenhaus Dingolfing.

## Ehrungen
- 1972: Verdienstkreuz 1. Klasse der Bundesrepublik Deutschland
- 1981 (posthum): Benennung der vormaligen Schulstraße (Abschnitt) in Dingolfing in Dr.-Josef-Hastreiter-Straße[3]